# Stigmaphyllon floribundum
Stigmaphyllon floribundum là một loài thực vật có hoa trong họ Malpighiaceae. Loài này được (DC.) C.E. Anderson miêu tả khoa học đầu tiên năm 1986.